# 4048 Samwestfall
4048 Samwestfall (1964 UC) là một tiểu hành tinh vành đai chính được phát hiện ngày 30 tháng 10 năm 1964 bởi Đại học Indiana ở Brooklyn.